# Pseudagrion cingillum
Pseudagrion cingillum är en trollsländeart som först beskrevs av Brauer 1869.  Pseudagrion cingillum ingår i släktet Pseudagrion och familjen dammflicksländor. Inga underarter finns listade i Catalogue of Life.